# Cirkusprinsessan (tävling)
Cirkusprinsessan är en cirkusfestival och -tävling där kvinnliga cirkusartister tävlar om titeln "årets cirkusprinsessa". Tävlingen startades av Bröderna Bronett efter en idé av deras far François.
Festivalen hölls första gången i april 1995, och efter det varje år fram till 2003. År 2009 drogs projektet igång igen och gick av stapeln på Gärdet i Stockholm den 22-25 oktober[källa behövs]. Den senaste tävlingen hölls i Lisebergshallen i Göteborg i slutet av 2010.